# 金城学院大学の人物一覧
金城学院大学の人物一覧（きんじょうがくいんだいがくのじんぶついちらん）は、金城学院大学に関係する人物の一覧記事。

## 著名な教職員

### 語学・文学
- 小松史生子 - 日本近代文学研究、推理小説評論家

### 情報・マスコミ
- 磯野正典 - メディア論、[アナウンサー]学術博士　名古屋大学大学院招聘教員・ムハマディア大学客員教授

## OG

### 政界
- 佐藤夕子 - 元衆議院議員（短期大学部）・現名古屋市会議員
- 伊藤孝恵 - 参議院議員

### 行政
- 下村由美子 - 三重県多気郡明和町長

### スポーツ
- 山田満知子 - フィギュアスケートコーチ

### 文学
- 杉本章子 - 直木賞作家

### 芸能
- 須田亜香里 - タレント、SKE48の元メンバー
- とみたゆう子 - 歌手（短期大学部）
- 和泉節子 - 狂言プロデューサー（短期大学部）
- 伊藤京子 - タレント、司会者
- 今陽子 - 歌手
- 麻世せいら - 女優（中退）
- 門あさ美 - シンガーソングライター
- 木下あゆ美 - タレント、女優（短期大学部）
- 三枝夕夏 - 元歌手、元作詞家 （中退）
- 佐藤友美 - 女優 （短期大学部中退）
- 星島沙也加 - モデル
- 西野カナ - シンガーソングライター
- 白井奈津 - タレント、ラジオパーソナリティ、レポーター
- 池岡星香 - 女優、モデル、気象キャスター

### マスコミ
- 加藤小百合 - 元CBCアナウンサー（現在は社員）
- 松濤まり - 元テレビ金沢アナウンサー（現在は社員）
- 宇野悦加 - フリーアナウンサー、元四国放送アナウンサー→元NHK岐阜放送局キャスター
- 後藤真弥 - フリーアナウンサー、元富山テレビ放送アナウンサー→元岐阜放送アナウンサー
- 樋田かおり - フリーアナウンサー、株式会社トークナビ代表取締役、元青森放送アナウンサー→元中京テレビ放送アナウンサー
- 恩田琴江 - 元北陸朝日放送アナウンサー
- 大橋麻美子 - フリーアナウンサー、元CBCアナウンサー
- 国井美佐 - フリーアナウンサー、株式会社ゲート代表取締役、VOICE代表、元北海道テレビ放送アナウンサー
- 速水里彩 - 東海テレビ放送アナウンサー、元愛媛朝日テレビアナウンサー
- 柴田紗帆 - フリーアナウンサー、元とちぎテレビアナウンサー
- 柴田阿弥 - フリーアナウンサー、元SKE48（生活環境学部生活マネジメント学科）